# Maximilian von Spee

Reis von Spee in 1914

Maximilian graaf von Spee (Kopenhagen, 22 juni 1861 — op zee bij de Falklandeilanden, 8 december 1914) was een Duits marineofficier die bekend raakte door zijn overwinning bij Coronel in de Eerste Wereldoorlog, maar enkele maanden later zelf omkwam in een andere zeeslag bij de Falklandeilanden. 

## Carrière
Maximilian von Spee kwam uit een adellijke familie. Hij nam dienst in de Kaiserliche Marine in 1878. In de jaren 1887-1888 was hij bevelhebber van de havens in Kameroen, toen nog een kolonie van het Duitse Keizerrijk. Voor de Eerste Wereldoorlog was hij een lange tijd verantwoordelijk voor de ontwikkeling van wapens. In 1908 werd hij ten slotte benoemd tot stafchef van de Duitse vloot op de Noordzee. Twee jaar later werd hij bevorderd tot schout-bij-nacht. In 1912 werd hij viceadmiraal en bevelhebber van het Duitse Oost-Aziatische flottielje, met als thuisbasis het door het Duitse Keizerrijk sinds 1898 voor 99 jaar gepachte Tsingtao in China.
Toen de Eerste Wereldoorlog uitbrak, spitste zijn vloot zich toe op het vernietigen van commerciële en troepentransport schepen van de geallieerden. Hij vervulde deze taak met aanzienlijk succes, hoewel hij zich zorgen maakte om de kracht van de geallieerden, meer bepaald de Keizerlijke Japanse Vloot en de Koninklijke Australische Vloot. Hij zei zelfs dat het Australische vlaggenschip, HMAS Australia, superieur was tegenover zijn volledige vloot.
Het flottielje van Spee bewoog langzaam naar Zuid-Amerika. Tijdens de Slag bij Coronel, juist voor de kust van Chili, versloeg Spee op 1 november 1914 de plaatselijke Britse vloot onder het bevel van schout-bij-nacht Sir Christopher Cradock. Hij slaagde erin om twee Britse pantserkruisers, HMS Good Hope en HMS Monmouth, die hopeloos verouderd waren, zowel qua geschut als qua zeemanschap, te doen zinken.
Op 8 december 1914 bereikte Spee de Falklandeilanden met de bedoeling de kolenbunker en de Britse marinebasis van Stanley, aan te vallen. Hij wist echter niet dat de Britten daar net twee moderne en snelle slagkruisers, HMS Inflexible en HMS Invincible heengestuurd hadden. Daarenboven lagen er in de marinebasis ook nog vijf kruisers, namelijk HMS Carnarvon, HMS Cornwall, HMS Kent, HMS Bristol en HMS Glasgow. 
Toen Spee de Britse schepen zag, probeerde hij weg te vluchten, maar zijn schepen werden ingehaald. In de slag bij de Falklands die volgde verloor Spee zijn vlaggenschip, de SMS Scharnhorst samen met de SMS Gneisenau, de SMS Nürnberg en de SMS Leipzig. Daarbij verloren de Duitsers 2200 zeelui, waaronder Spee en zijn twee zonen. Alleen de SMS Dresden slaagde erin te ontsnappen, maar moest zich later overgeven en zichzelf opblazen.

## Schepen naar Spee genoemd
In 1917 werd een slagkruiser van de Mackensen-klasse Graf Spee genoemd, maar de bouw van het schip werd afgebroken naar aanleiding van de wapenstilstand in 1918 en werd nooit voltooid.
In 1934 noemden de Duitsers een 'vestzakslagschip' naar de viceadmiraal, de Admiral Graf Spee. Het schip werd in 1939 verlaten en vernietigd door de bemanning, toevallig ook voor de kust van Zuid-Amerika waar Von Spee zijn laatste slag streed, en in dezelfde maand, maar wel duizend zeemijl zuidelijker en een kwarteeuw later.
Tussen 1959 en 1967 noemde de Duitse marine een trainingsschip naar de viceadmiraal.

## Militaire loopbaan
- Kadett: 23 april 1878
- Leutnant-zur-See: 1878
- Korvettenkapitän:
- Fregattenkapitän:
- Kapitän-zur-See: 27 januari 1904
- Konteradmiral: 27 januari 1910
- Vizeadmiral: 1913